# Volgas ekonomiska region
Volgas (Povolzjskij) ekonomiska region (ryska: Пово́лжский экономи́ческий райо́н)
En av Rysslands tolv ekonomiska regioner. 

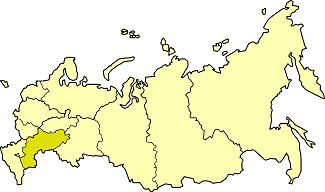
Volgas ekonomiska region i Ryssland

Regionen omfattar följande federationssubjekt:
- Astrachan oblast
- Kalmuckien
- Penza oblast
- Samara oblast
- Saratov oblast
- Tatarstan
- Uljanovsk oblast
- Volgograd oblast

Regionen har stor acceptens för ekonomiska förändringar bland befolkningen, både när det gäller landets ekonomi och förväntningar på förbättringar i den egna ekonomin. Befolkningen har mer konsumtionsvaror än genomsnittet i landet och medellivslängden är längre än i landet som helhet både för kvinnor och män.
Samtidigt ligger BNP per capita under riksgenomsnittet och lönerna i regionen ligger en sjättedel under rikets genomsnitt. Dock är även risken för att inte ha regelbunden lön också lägre än i övriga landet. Motsättningen i regionens optimism och löneläget kan eventuellt förklaras av att antalet människor med två arbeten också ligger över riksgenomsnittet.